# بدل التوظيف والدعم
بدل التوظيف والدعم (وكالة الفضاء الأوروبية) هو عبارة عن دفعة رعاية اجتماعية في المملكة المتحدة للبالغين الذين تقل أعمارهم عن سن معاش الدولة والذين يواجهون صعوبة في العثور على عمل بسبب حالتهم الطبية طويلة الأمد أو الإعاقة. إنها عبارة عن تعويض أساسي للدخل يتم دفعه بدلاً من الأجور. يتم حاليًا التخلص التدريجي منه واستبداله بالائتمان الشامل للمطالبين ذوي الدخل المنخفض، على الرغم من أن العنصر القائم على المساهمة لا يزال متاحًا.

## الأهلية للحصول على وكالة الفضاء الأوروبية
يمكن لأي فرد تقديم مطالبة للحصول على وكالة الفضاء الأوروبية إذا استوفى جميع الشروط التالية:
- إنهم يعيشون في المملكة المتحدة
- لقد تجاوزوا سن السادسة عشر
- لم يصلوا إلى سن التقاعد الحكومي
- لقد حصلوا على مذكرة مرضية من طبيبهم

لن يتم دفع وكالة الفضاء الأوروبية لهم إذا كانوا مؤهلين للحصول على أجر مرضي قانوني (يتم دفعه من قبل صاحب العمل الحالي) وليس من الممكن تلقي وكالة الفضاء الأوروبية في نفس الوقت مع المزايا الرئيسية الأخرى للبطالة، أي بدل الباحثين عن عمل أو دعم الدخل.
يمكن أن يحتوي الائتمان الشامل، الذي يحصل عليه مليون شخص على المستوى الوطني، على مكون مشابه لـ وكالة الفضاء الأوروبية.

## حجم البدل
لم يتم دفع أي مبلغ من المال في الأسبوع الأول. بعد ذلك، يتم دفع المخصص الأساسي للمطالب حتى تقييم قدرته على العمل (WCA) في - نظريًا - الأسبوع 13، وبعد ذلك قد يتلقى المطالب الناجح مستوى معززًا من الدفع (اعتمادًا على مستوى الإعاقة وما إذا كان يدخل مجموعة الأنشطة المرتبطة بالعمل أو مجموعة الدعم بعد تقييمه).
| أسعار وكالة الفضاء الأوروبية لعام 2019/2020               |                                  |                                  |
|                                                           | تم الدفع في الأسابيع 2-13        | تم الدفع من الأسبوع 14           |
| بدل أساسي (لمن هم دون سن 25 عامًا)                         | 57.90 جنيهًا إسترلينيًا في الأسبوع | 57.90 جنيهًا إسترلينيًا في الأسبوع |
| بدل أساسي (لمن يبلغون من العمر 25 عامًا فأكثر)             | 73.10 جنيهًا إسترلينيًا في الأسبوع | 73.10 جنيهًا إسترلينيًا في الأسبوع |
| مكون النشاط المرتبط بالعمل (لم يعد يُدفع للمطالبين الجدد)* | ———                              | 29.05 جنيهًا إسترلينيًا في الأسبوع |
| مكون الدعم*                                               | ———                              | 38.55 جنيهًا إسترلينيًا في الأسبوع |

* يتم دفع واحد فقط من هذه المكونات لكل مطالبة
في أبريل 2017، تم إلغاء عنصر النشاط المرتبط بالعمل بالنسبة للمطالبين الجدد. وينطبق الأمر نفسه على المطالبات الناجحة، إذا انقضت فترة زمنية معينة منذ آخر فترة استلام لـ وكالة الفضاء الأوروبية (يستمر المطالبون الناجحون على المدى الطويل الذين حصلوا على WCA قبل أبريل 2017 في تلقيها). لن يتأثر الأشخاص الذين يتلقون مكون الدعم.
قد يتم دفع قسط إعاقة معزز بقيمة 16.80 جنيه إسترليني في الأسبوع للأشخاص العازبين الذين يتلقون عنصر الدعم من وكالة الفضاء الأوروبية المرتبط بالدخل؛ بالنسبة للزوجين، يبلغ المعدل 24.10 جنيه إسترليني حيث يتأهل أحد الشريكين أو كلاهما.
في بعض الظروف، قد يتم دفع قسط إضافي للعجز الشديد بقيمة 65.85 جنيهًا إسترلينيًا في الأسبوع.

## أنواع وكالة الفضاء الأوروبية

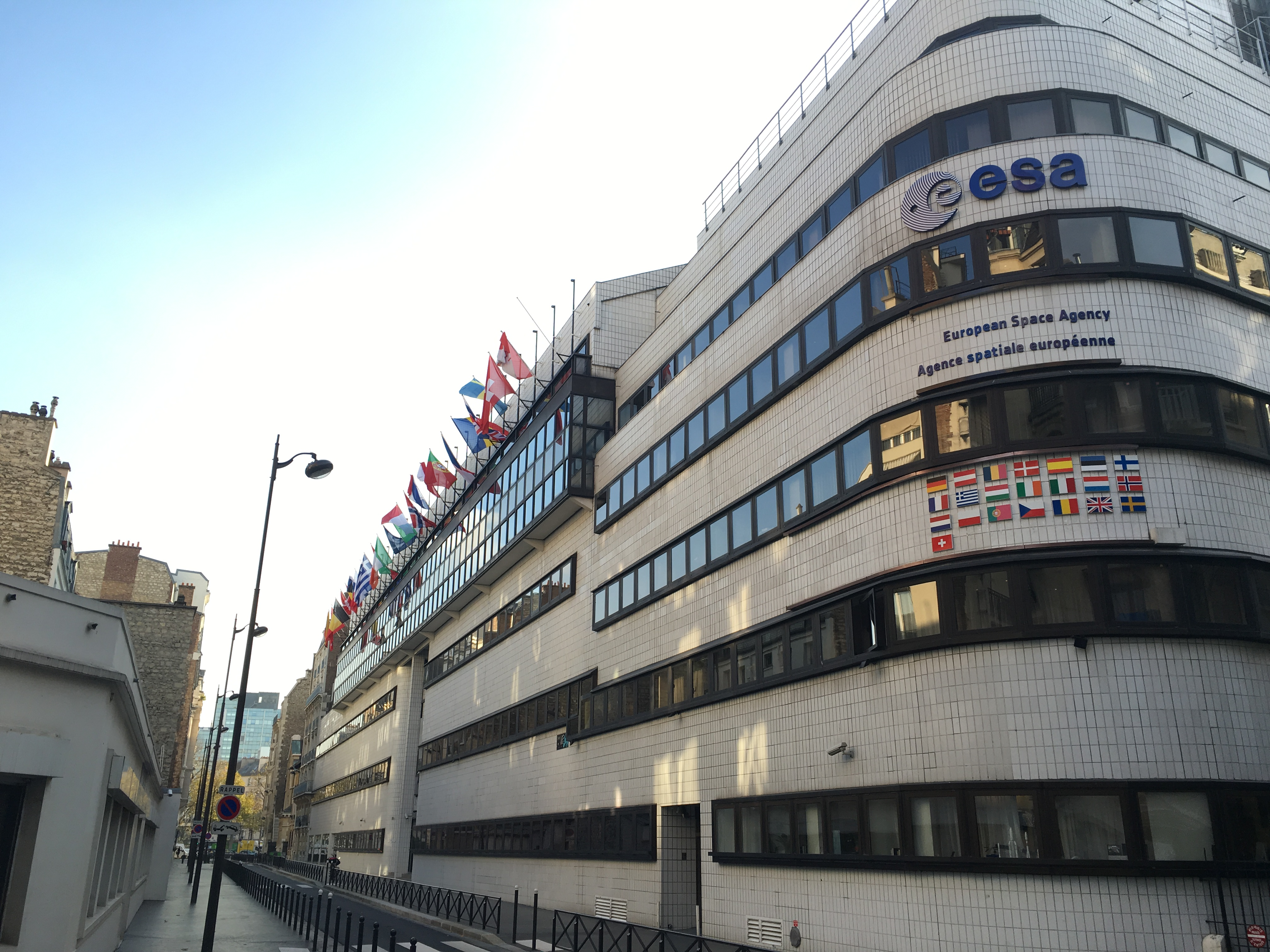
المقر الرئيسي لوكالة الفضاء الأوروبية (ESA) في باريس، فرنسا.

يمكن أن تكون وكالة الفضاء الأوروبية إما مساهمة أو مرتبطة بالدخل.

### حساب التوفير الاستثماري المرتبط بالدخل والمساهمات
إذا دفع المطالبون ما يكفي من التأمين الوطني، فيمكنهم المطالبة بـ وكالة الفضاء الأوروبية المساهمة. حساب توفير التعلم المرتبط بالدخل مخصص للأشخاص الذين لم يدفعوا اشتراكات التأمين الوطني الكافية ويخضع لاختبار الوسائل وبعض الشروط الأخرى (على الرغم من أن المبلغ المدفوع كحساب توفير التعلم القائم على المساهمات يمكن أن يتأثر أيضًا بالظروف المالية). يجب أن يكون لدى الشخص رأس مال أقل من 16000 جنيه إسترليني ليكون مؤهلاً للحصول على حساب توفير التعلم القائم على الدخل. يتضمن ذلك أي مدخرات قد يمتلكها مقدم المطالبة أو زوجته أو شريكه. إن حساب التوفير التعليمي المرتبط بالدخل ليس محدودًا بالوقت ولا يخضع عادةً لضريبة الدخل، ولكن حساب التوفير التعليمي القائم على المساهمة يخضع لها.
يتضمن الائتمان الشامل خدمات التوظيف المرتبطة بالدخل على مراحل. في الأجزاء من المملكة المتحدة حيث يوجد بالفعل وكالة الفضاء الأوروبية القائم على المساهمة، تمت إعادة تسمية وكالة الفضاء الأوروبية إلى "وكالة الفضاء الأوروبية ذات الطراز الجديد".

### مجموعة الأنشطة المتعلقة بالعمل ومجموعة الدعم
بعد تقييم القدرة على العمل، يتم تقسيم المطالبين إلى مجموعتين: مجموعة الأنشطة المرتبطة بالعمل (WRAG) ومجموعة الدعم. في فبراير 2017، كان 66% من المطالبين في مجموعة الدعم، و17% في مجموعة مجموعة الأنشطة المرتبطة بالعمل، و13% في مرحلة التقييم، وكانت المرحلة غير معروفة بالنسبة لـ 3% من المطالبين. برنامج مجموعة الأنشطة المرتبطة بالعمل مخصص للمطالبين الذين لا يصلحون للعمل حاليًا ولكن من المتوقع أن يجدوا عملًا في المستقبل. يُطلب من المطالبين في مجموعة الأنشطة المرتبطة بالعمل المشاركة في أنشطة متعلقة بالعمل وإلا فسيتم معاقبتهم؛ حيث يتم إيقاف مدفوعات استحقاقاتهم مؤقتًا. يُسمح للأشخاص الذين يطالبون بمخصص وكالة الفضاء الأوروبية القائم على المساهمة والذين تم وضعهم في مجموعة الأنشطة المرتبطة بالعمل بالمطالبة لمدة عام واحد فقط. يجب على المتقدمين بطلبات مجموعة الأنشطة المرتبطة بالعمل حضور مقابلة تركز على العمل مع مستشار شخصي، حيث يناقشون كيف يمكن للمتقدم أن يجد عملاً مناسباً، والمشاركة في الأنشطة لتحسين فرصهم في العثور على عمل. قد تشمل بعض أنواع الأنشطة التي قد يشارك فيها المطالبون ما يلي:
- دورات الحساب أو القراءة والكتابة
- تعلم كيفية كتابة السيرة الذاتية أو تحسينها
- تعلم كيفية إدارة إعاقتهم بشكل أكثر فعالية.

مجموعة الدعم مخصصة للمطالبين الذين لا يعتبرون لائقين للعمل ومن غير المرجح أن يصبحوا لائقين للعمل في المستقبل القريب. ويحصل المطالبون في هذه المجموعة على مكون الدعم ولا يُطلب منهم المشاركة في أي نشاط متعلق بالعمل.

## عملية المطالبة
سيحتاج الشخص الذي يرغب في المطالبة بـ وكالة الفضاء الأوروبية إلى شهادة طبية، أي مذكرة مرضية، موقعة من قبل طبيبه العام لتقول إنه غير لائق تمامًا للعمل. يجب على مقدم الطلب الجديد بعد ذلك الاتصال بوزارة العمل والمعاشات التقاعدية (DWP)، عادةً عبر الهاتف، والتي ستقوم بتسجيل مطالباتهم وعادةً ما تقوم بإرسال استبيان لهم يسمى وكالة الفضاء الأوروبية50، حيث يشرح مقدم الطلب كيف تؤثر إعاقته عليهم. في حالات نادرة، لا يلزم إجراء تقييم كامل، مثل عندما يصدر الطبيب شهادة رسمية تفيد بأن مقدم الطلب من المرجح أن يموت في غضون ستة أشهر. يجب بعد ذلك إرسال النموذج المكتمل في الظرف المقدم إلى خدمة استشارات التقييم الصحي - الاسم التجاري لمقدم التقييم، ماكسيموس.
بمجرد أن يقدم الشخص مطالبة للحصول على وكالة الفضاء الأوروبية، فسيتم عادةً دفع معدل التقييم له لمدة 13 أسبوعًا. سيقوم أخصائي رعاية صحية مؤهل بقراءة نموذج وكالة الفضاء الأوروبية50، إلى جانب أي معلومات أخرى يرسلها مقدم الطلب معه، والذي سيقرر بعد ذلك ما إذا كان التقييم الطبي وجهاً لوجه ضروريًا بالفعل: يمكن منح وكالة الفضاء الأوروبية لبعض الأشخاص ذوي الإعاقات الشديدة بناءً على المستندات المقدمة فقط، إذا كان ذلك واضحًا من الأوراق. ولهذا السبب، تشجع شركة ماكسيموس المتقدمين الجدد على إرسال أكبر قدر ممكن من المعلومات ذات الصلة وتقديم وصف تفصيلي لإعاقتهم عند ملء نموذج المطالبة. يُطلب بعد ذلك من مقدم الطلب حضور تقييم القدرة على العمل.

### تقييم القدرة على العمل
غالبًا ما يتم وصف التقييم على أنه يتكون من تقييمين منفصلين. في الممارسة العملية، إذا كان لديهم تقييم وجهاً لوجه، فإن مقدم الطلب الفردي سوف يخضع لتقييم واحد فقط في اليوم (يتم اتخاذ القرار بعد ذلك). المرحلتان هما:
- تقييم "القدرة المحدودة على العمل"، والذي يحدد ما إذا كان مقدم الطلب مؤهلاً للحصول على إعانة العمل على الإطلاق.
- تقييم "القدرة المحدودة على ممارسة الأنشطة المرتبطة بالعمل"، والذي يخبر وزارة العمل والمعاشات ما إذا كان الشخص الذي اجتاز المرحلة الأولى من الاختبار قادرًا على المشاركة في "الأنشطة المرتبطة بالعمل". ويؤثر أيضًا على معدل بدل الإقامة المدفوعة للمطالب.

يتخذ مسؤول وزارة التنمية الاجتماعية والعمل القرار النهائي بشأن الاستحقاق، بناءً على جميع الأدلة المتاحة.

#### القدرة المحدودة على العمل
في WCA، يجب أن يجد مقدم الطلب وكالة الفضاء الأوروبية أن قدرته على العمل محدودة حتى يكون مؤهلاً على الإطلاق. تقيس عملية الاختبار قدرة مقدم الطلب على أداء ما يصل إلى 17 نشاطًا؛ ويتم تحديد هذه الأنشطة في نموذج مطالبة وكالة معايير التعليم. بالنسبة لكل نشاط، يمكن للمطالب أن يحصل على 15 أو 9 أو 6 أو 0 نقطة: كلما كانت إعاقته أكثر شدة، كلما حصل على المزيد من النقاط. يتم تسجيل النقاط بناءً على وجود إعاقات جسدية أو عقلية أو مزيج من الاثنين (إذا كان من المرجح أن تؤثر بشكل كبير على قدرة مقدم الطلب على العمل). لكي يكون الشخص مؤهلاً للحصول على وكالة الفضاء الأوروبية، يجب عليه تسجيل ما لا يقل عن 15 نقطة إجمالاً. يأخذ المُقيِّم، الذي يكون ممرضًا أو طبيبًا أو معالجًا مهنيًا أو معالجًا طبيعيًا، في الاعتبار أيضًا عوامل أخرى، مثل بعض جوانب الحمل؛ ولا تعمل هذه العوامل بنظام النقاط ولكنها قد تؤهل مقدم الطلب للحصول على وكالة الفضاء الأوروبية.

#### القدرة المحدودة على ممارسة الأنشطة المتعلقة بالعمل
يتعلق الأمر بما إذا كان المتقدم الناجح للحصول على إعانة التوظيف الأوروبية قادرًا على المشاركة في المقابلات والتدريب قبل التوظيف، أو ما إذا كانت قدرته على القيام بذلك محدودة إلى حد كبير. أما فيما يتعلق بالطريقة التي تعمل بها WCA فعليًا، فإن الأمر يتعلق بما إذا كان مقدم الطلب يعاني من إعاقة شديدة واحدة أو أكثر، مما يؤثر على المجالات السبعة عشر التي تركز عليها أوصاف وكالة الفضاء الأوروبية. إذا تبين أن الشخص يعاني من إعاقة شديدة، فسيتم وضعه في مجموعة الدعم.

## تطوير وكالة الفضاء الأوروبية
حلت إعانة البطالة محل ثلاث إعانات أقدم: إعانة العجز ؛ ودعم الدخل المدفوع بسبب المرض أو الإعاقة؛ وإعانة العجز الشديد.

### التطورات المبكرة: 1998-2007
وقد اقترحت ورقة خضراء نشرت في عام 1998 إجراء اختبارات جزئية على وسائل الحصول على إعانة العجز وخصم مبالغ من مدفوعات الإعانة للأشخاص الذين يتلقون معاشًا تقاعديًا مهنيًا.
في فبراير 2005، أعلن وزير الرعاية الاجتماعية آلان جونسون عن خطط لاستبدال إعانة العجز بمنفعتين جديدتين: "إعانة العجز والمرض"، للأشخاص الذين يُعتبرون مرضى للغاية بحيث لا يستطيعون العمل؛ و"إعانة دعم إعادة التأهيل"، التي تُدفع بنفس معدل إعانة الباحثين عن عمل للأشخاص الأقل إعاقة، والذين ستدعمهم وزارة العمل والمعاشات للعودة إلى العمل. لم تتحقق أية فوائد مع هذه الأسماء على الإطلاق.
في مارس 2005، حصلت شركة أتوس على عقد للعمل مع وزارة التنمية الاجتماعية والعمل لبناء برنامج حاسوبي سيتم استخدامه في تقييم المطالبات للحصول على المخصص الذي سيحل محل إعانة العجز. وستقوم الشركة، التي كانت تقوم بالفعل بإجراء تقييمات الإعاقة الحالية التابعة لوزارة العمل والمعاشات، بتوظيف مئات آخرين من المتخصصين في الرعاية الصحية لإجراء الاختبار الجديد بمجرد إطلاقه في أواخر عام 2008.
في يناير/كانون الثاني 2006، نشر جون هوتون ورقة بيضاء توضح أحدث خطط الحكومة لإصلاح الرعاية الاجتماعية: سوف يطلق على الإعانة التي سوف تحل محل إعانة العجز اسم إعانة التوظيف والدعم، وسوف يتم تحويل تقييمها الأولي. على مدى عشر سنوات، توقع هوتون أن ينخفض عدد الأشخاص الذين يحصلون على إعانة العجز بمقدار مليون شخص، مما يعني توفير 7 مليارات جنيه إسترليني سنويًا. وقد تم تقديم مشروع قانون إصلاح الرعاية الاجتماعية الناتج عن ذلك إلى البرلمان للنظر فيه في يوليو/تموز 2006. في 3 مايو 2007، حصل مشروع القانون على الموافقة الملكية.
في ديسمبر/كانون الأول 2006، عيّن بلير ديفيد فرويد مستشاراً له بشأن إصلاح نظام إعانات العاطلين عن العمل. كتب فرويد تقريرا بعنوان: تقليل الاعتماد على الآخرين، وزيادة الفرص: الخيارات المتاحة لمستقبل الرعاية الاجتماعية في عام 2007. وقد دعت إلى زيادة استخدام شركات القطاع الخاص التي سيتم الدفع لها مقابل النتائج، وتوفير موارد كبيرة لمساعدة الأشخاص الذين يحصلون على إعانة العجز على العودة إلى العمل، ودفع إعانة واحدة لسن العمل لتحل محل إعانة الإسكان، ومنحة الباحثين عن عمل وجميع إعانات سن العمل الأخرى.
وفي يوليو/تموز 2008، تم نشر الكتاب الأخضر. وأعلنت أنه "بين عامي 2009 و2013، سيتم إعادة تقييم جميع المطالبين بمزايا العجز باستخدام تقييم طبي يسمى تقييم القدرة على العمل" والذي من شأنه أن يقسمهم إلى ثلاث مجموعات: لائق للعمل؛ غير لائق للعمل ولكنه لائق "للنشاط المرتبط بالعمل"؛ أو غير لائق لأي منهما.

#### قدمت وكالة الفضاء الأوروبية
في أكتوبر 2008، تم تقديم وكالة الفضاء الأوروبية واختبار الأهلية الخاص بها، تقييم القدرة على العمل، للمطالبات الجديدة. كتب وزير الرعاية الاجتماعية أن هذه التغييرات وغيرها من التغييرات المخطط لها من شأنها أن تضمن أن "أولئك الذين هم غير قادرين حقًا على العمل" فقط هم من سيحصلون على إعانة دعم الموظفين (ESA) الكاملة - وسيتعين على متلقي إعانات المرض الآخرين الامتثال للخطط الموضوعة مع شركاء وزارة الرعاية الاجتماعية والعمل من القطاع الخاص لإعادتهم إلى العمل. تعاقدت وزارة العمل والمعاشات التقاعدية مع شركة Atos لإجراء تقييم الأداء الوظيفي عندما قدمت قانون معايير العمل. في ديسمبر 2008، نشر بول جريج تقريرًا أوصى بأن يقوم معظم الأشخاص الموجودين في وكالة الفضاء الأوروبية بأنشطة مرتبطة بالعمل.

### التحالف 2010–2015
في أوائل عام 2011، بدأ برنامج إعادة تقييم إعانات العجز باستخدام نسخة أكثر صرامة من قانون إعانات العجز عن العمل، واستؤنف الاتجاه النزولي لعدد الحالات - حتى منتصف عام 2013، عندما بدأ عدد الحالات في النمو مرة أخرى بعد إصدار إرشادات جديدة حول كيفية الحكم على اللياقة للعمل. بحلول عام 2015، وفي غياب الانخفاض الكبير في عدد المستفيدين الذي تنبأ به مهندسو قانون المساعدة الاجتماعية، وعلى الرغم من الاتجاه النزولي الطبيعي على المدى الطويل، فإن إجمالي عدد الحالات لم يختلف كثيراً عما كان عليه عندما تم تقديم قانون المساعدة الاجتماعية.
استحوذت شركة ماكسيموس على العقد - بقيمة 170 مليون جنيه إسترليني سنويًا للشركة الأمريكية - من شركة أتوس في مارس 2015.

### 2016-حتى الآن
في عام 2016، أعلن ستيفن كراب، الذي كان وزير الدولة لشؤون التنمية والعمل، أنه لن تكون هناك سياسات رعاية اجتماعية جديدة، بخلاف تلك المنصوص عليها في بيان حزب المحافظين لعام 2015، في تلك الدورة البرلمانية. في أكتوبر 2016، أعلن داميان جرين عن ممارسة استشارية بشأن إصلاح WCA.

#### المدفوعات الناقصة
تم دفع ما يقرب من 70 ألف مطالبة بمبلغ يتراوح بين 5000 و20000 جنيه إسترليني أقل من اللازم في الفترة من 2011 إلى 2016 لأن وزارة التنمية والعمل أخطأت في حساب استحقاقهم عندما تم نقلهم من إعانة العجز إلى بدل العمل والدعم. واتهم تقرير لجنة الحسابات العامة وزارة العمل والمعاشات بالتسرع في نقل الأموال في حين فشلت في الحصول على المشورة القانونية أو إجراء الفحوصات الأساسية. لقد تم تجاهل الأدلة التي تشير إلى أن الناس يتقاضون أجوراً زهيدة، وتم تجاهل التحذيرات التي وجهها مستشارو السياسات في الشركة بأنها يجب أن تؤجل العمل وتحل المشكلات قبل المضي قدماً. وقال التقرير إن افتقار وزارة العمل والمعاشات إلى الاستعجال - فقد استغرق الأمر ست سنوات للبدء في التعامل مع الخطأ - أظهر "ثقافة اللامبالاة" تجاه الأشخاص الذين يتقاضون أجوراً قليلة للغاية. وقالت ميج هيلير إن هذه القضية أظهرت "ضعفا على أعلى المستويات" في وزارة التنمية الاجتماعية والعمل. وقالت "إن آلاف الأشخاص لم يتلقوا الأموال الضرورية لتغطية تكاليف المعيشة بسبب تعامل الحكومة المتهورة وغير الكفؤة مع قانون وكالة الفضاء الأوروبية".

## نقد
تعرضت وكالة الفضاء الأوروبية لانتقادات لأسباب عديدة، بما في ذلك الادعاءات بأن جمعية الملاكمة العالمية كانت سيئة التصميم, لم يقدم قانون العمل والمعايير المستخدمة لتحديد مدى ملاءمة العمل منظورا واقعيا لقدرة المدعي على العمل, لم تأخذ هذه الأهلية في الاعتبار الظروف الشخصية للمدعي عند تحديد ما إذا كان المدعي لائقا للعمل, عدد القرارات التي تم نقضها عند الاستئناف, تم الضغط على المقيمين للعثور على المطالبين المناسبين للعمل عندما لم يشعروا أنهم كذلك, أن وكالة الفضاء الأوروبية تستخدم لإخفاء مستويات البطالة, أن بعض الأشخاص كانوا مرضى أو معاقين لدرجة لا تسمح لهم بالعمل ولكنهم لم يتمكنوا من المطالبة لأنهم لم يدفعوا ما يكفي من اشتراكات التأمين الوطني ولكن دخل أسرهم كان مرتفعا للغاية, قرار قصر المطالبين من وكالة الفضاء الأوروبية على أساس المساهمة الذين تم وضعهم في المجموعة على المطالبة لمدة عام واحد, أن وكالة الفضاء الأوروبية فشلت في تحقيق وفورات متوقعة, تكلفة الاستعانة بمصادر خارجية العقد لإجراء وكا, التخفيضات التي تم إجراؤها على المبلغ الذي تلقاه الأشخاص في وكالة الفضاء الأوروبية, صعوبات الطعن في قرار بشأن الأهلية, أن المطالبين لم يتم تحفيزهم على العمل, أن المطالبين كافح مع عملية التطبيق, استخدام العقوبات للأشخاص في وراج الذين قد يكونون على ما يرام بحيث لا يمكنهم المشاركة في أنشطتهم المتعلقة بالعمل, أن الحكومة لديها توقعات غير واقعية للأشخاص ذوي الإعاقة للعثور على عمل, أن بعض المطالبين لم يتلقوا ما يكفي من المال لتغطية تكاليف معيشتهم, وأن وكالة الفضاء الأوروبية وكاس والمطالبات المنتهية كانت مرتبطة بوفيات المطالب. وقد أعد تقرير للأمم المتحدة ينتقد بشدة بدل دعم العمالة.